# Tu n'auras pas peur
Tu n’auras pas peur est le quatrième roman de Michel Moatti, paru en 2017 aux Éditions Hervé Chopin et réédité en 2018 en format de poche aux Éditions 10-18.
Le roman a obtenu le Prix « Polar » du meilleur roman francophone au Festival Polar de Cognac 2017,.

## Résumé
Londres, janvier 2017. Une jeune web-reporter, Lynn Dunsday, enquête sur une série de meurtres commis dans la capitale britannique. Ceux-ci semblent reproduire des scènes de crimes historiques largement médiatisés . Peu à peu, Lynn semble elle-même devenue une pièce du jeu criminel qui se met en place.
La trame narrative est inspirée par un faits divers réel, survenu en 1993 et qui a bouleversé la Grande-Bretagne: l'assassinat par deux adolescents du petit James Bulger, à Liverpool.
Les personnages principaux de Tu n'auras pas peur reviennent dans un second récit, Et tout sera silence, publié en 2019.